# Porlom
Porlom (finska: Porlammi) är ett samhälle i Lappträsks kommun i Nyland, öster om Mörskom. Genom Porlom rinner Forsby å.

## Världsarvet på Struves meridianbåge
Nordväst om Porlom ligger två av mätpunkterna på Struves meridianbåge (Porlom I och Porlom II). Av dessa två ingår Porlom II bland de mätpunkter som valts ut att ingå i världsarvet med samma namn.
- Porlom I ligger inom Porloms gods och cirka två kilometer nordost om samhället och en kilometer söder om mätpunkten Porlom II.
- Porlom II uppmättes 1833 och ligger på Tornberget (Tornikallio) i södra änden av sjön Pyhäjärvi. Platsen, som markerats med ett borrhåll, användes i många år som en viktig geodesisk huvudpunkt vid kartläggningar av Finland.[1][2]